# Câmpul (film)
Câmpul este un film românesc din 1970 regizat de George Sibianu.